# Antonio Giuseppe Pluym
Antonio Giuseppe Pluym (ur. 1808 r. w Rotterdamie, zm. po 1870 r.) – duchowny katolicki, biskup ordynariusz nikopolski w latach 1863–1870, arcybiskup tytularny Tyana.

## Życiorys
Urodził się w 1808 roku w Rotterdamie. Kulminacyjnym momentem w jego karierze duchownej było nominowanie go 15 września 1863 roku przez papieża Piusa IX biskupem ordynariuszem diecezji nikopolskiej. Swoją posługę pełnił przez siedem lat po czym przeniósł się do Włoch, rezygnując z rządów biskupstwem 1 marca 1870 roku. Otrzymał od papieża godność arcybiskupa tytularnego Tyana. Jego dalsze losy nie są znane. Wiadomo, że uczestniczył w I Soborze Watykańskim.